# Clavactinia gallensis
Clavactinia gallensis är en nässeldjursart som beskrevs av Thornely 1904. Clavactinia gallensis ingår i släktet Clavactinia och familjen Hydractiniidae.
Artens utbredningsområde är Indiska oceanen. Inga underarter finns listade i Catalogue of Life.